# Амерић
Амерић је насеље у градској општини Младеновац у граду Београду. Према попису из 2022. било је 634 становника.

## Историја
Амерић је старије насеље. Нема података а ни предања о томе када је ово село основано. Зна се само да оно није увек било на данашњем месту. Предање вели да је село некад било у „селишту”, где су данас њиве, али се о том насељу ништа даље не зна. По предању, које се и до данас очувало, у селу је некада живео спахија Омер и по њему је село добило име Омерић, од кога је постало данашње име Амерић.
Тек из првих десетина 19. века имамо података за ово насеље. Године 1818. Амерић је улазио у састав Вићентијеве кнежевине и имао је 30 кућа. Године 1822. у Америћу је било 40 кућа.

## Порекло становништва
Као најстарија породица у селу сматрају се Чојановићи (поред овог имају данас и друга презимена Марковићи, Степановићи и Димитријевићи) који веле да су њихови стари „одавно пребегли из Босне због крви”. У старе породице рачунају се и Вујичићи који не знају од куда су старином, али знају да су њихови стари 1813. год. Бежали „преко” (у Банат), где имају рођаке Чикиризе. У старе породице убрајају се и Стевановићи са разним презименима, чији су преци дошли од Пећи. Стевановићи и њихови рођаци до скора су се презивали Васиљевићи.
До 1870. год. Деца из ових места ишла су у школу у Кораћицу. Године 1870. општини је поклонио Милош Вујић земљиште, а Стеван Смиљанић једну зграду те је тако општина 1871. године сазидала основну школу.

## Демографија
У насељу Амерић живи 675 пунолетних становника, а просечна старост становништва износи 44,6 година (42,8 код мушкараца и 46,3 код жена). У насељу има 272 домаћинства, а просечан број чланова по домаћинству је 2,97.
Ово насеље је у великим делом насељено Србима (према попису из 2002. године), а у последња три пописа, примећен је пад у броју становника.
|  |

| Демографија | Демографија | Демографија |
| Година      | Становника  | Становника  |
| ----------- | ----------- | ----------- |
| 1948.       | 1.032       |             |
| 1953.       | 1.039       |             |
| 1961.       | 1.008       |             |
| 1971.       | 925         |             |
| 1981.       | 882         |             |
| 1991.       | 866         | 846         |
| 2002.       | 807         | 838         |

| Етнички састав према попису из 2002.‍ | Етнички састав према попису из 2002.‍ | Етнички састав према попису из 2002.‍ | Етнички састав према попису из 2002.‍ | Етнички састав према попису из 2002.‍ |
| ------------------------------------ | ------------------------------------ | ------------------------------------ | ------------------------------------ | ------------------------------------ |
|                                      |                                      |                                      |                                      |                                      |
| Срби                                 | Срби                                 |                                      | 792                                  | 98,14%                               |
| Роми                                 | Роми                                 |                                      | 11                                   | 1,36%                                |
| Словенци                             | Словенци                             |                                      | 1                                    | 0,12%                                |
| Немци                                | Немци                                |                                      | 1                                    | 0,12%                                |
| Македонци                            | Македонци                            |                                      | 1                                    | 0,12%                                |
| Бугари                               | Бугари                               |                                      | 1                                    | 0,12%                                |
| непознато                            | непознато                            |                                      | 0                                    | 0,0%                                 |

| Година пописа     | 1948. | 1953. | 1961. | 1971. | 1981. | 1991. | 2002. |
| ----------------- | ----- | ----- | ----- | ----- | ----- | ----- | ----- |
| Број домаћинстава | 214   | 226   | 238   | 238   | 242   | 233   | 272   |

| Број чланова      | 1  | 2  | 3  | 4  | 5  | 6  | 7 | 8 | 9 | 10 и више | Просек |
| ----------------- | -- | -- | -- | -- | -- | -- | - | - | - | --------- | ------ |
| Број домаћинстава | 64 | 66 | 39 | 52 | 29 | 15 | 5 | 2 | 0 | 0         | 2,97   |

| Пол    | Укупно | Неожењен/Неудата | Ожењен/Удата | Удовац/Удовица | Разведен/Разведена | Непознато |
| ------ | ------ | ---------------- | ------------ | -------------- | ------------------ | --------- |
| Мушки  | 350    | 113              | 208          | 17             | 12                 | 0         |
| Женски | 363    | 68               | 205          | 84             | 6                  | 0         |
| УКУПНО | 713    | 181              | 413          | 101            | 18                 | 0         |

| Пол    | Укупно                    | Пољопривреда, лов и шумарство | Рибарство                            | Вађење руде и камена | Прерађивачка индустрија       |
| ------ | ------------------------- | ----------------------------- | ------------------------------------ | -------------------- | ----------------------------- |
| Мушки  | 201                       | 51                            | 0                                    | 1                    | 81                            |
| Женски | 156                       | 97                            | 0                                    | 0                    | 22                            |
| УКУПНО | 357                       | 148                           | 0                                    | 1                    | 103                           |
| Пол    | Производња и снабдевање   | Грађевинарство                | Трговина                             | Хотели и ресторани   | Саобраћај, складиштење и везе |
| Мушки  | 20                        | 5                             | 11                                   | 1                    | 15                            |
| Женски | 1                         | 1                             | 13                                   | 5                    | 3                             |
| УКУПНО | 21                        | 6                             | 24                                   | 6                    | 18                            |
| Пол    | Финансијско посредовање   | Некретнине                    | Државна управа и одбрана             | Образовање           | Здравствени и социјални рад   |
| Мушки  | 0                         | 2                             | 5                                    | 1                    | 5                             |
| Женски | 0                         | 1                             | 2                                    | 4                    | 7                             |
| УКУПНО | 0                         | 3                             | 7                                    | 5                    | 12                            |
| Пол    | Остале услужне активности | Приватна домаћинства          | Екстериторијалне организације и тела | Непознато            | Непознато                     |
| Мушки  | 3                         | 0                             | 0                                    | 0                    | 0                             |
| Женски | 0                         | 0                             | 0                                    | 0                    | 0                             |
| УКУПНО | 3                         | 0                             | 0                                    | 0                    | 0                             |